# Elaphria harudes
Elaphria harudes là một loài bướm đêm trong họ Noctuidae.